# 데이비드 이스턴
데이비드 이스턴(David Easton, 1917년 6월 24일 ~ 2014년 7월 19일)은 캐나다 출신 미국 정치학자이다. 캐나다
온타리오주 토론토에서 태어나 1943년 미국으로 간 이스턴은 1947년부터 1997년까지 시카고 대학교 정치학 교수로 재직했다.
1950년대부터 1970년대까지 정치학계의 행태주의와 후기 행태주의 혁명을 이끈 학자로서, 이스턴은 "가치의 권위적 배분"(authoritative allocation of values for the society)이라는 정치의 가장 보편적인 정의를 제시했다. 그는 체계 이론을 정치학에 적용한 연구로 잘 알려져
있다. 정책 분석가들은 정책입안 과정을 연구하기 위해 이스턴의 다섯 층 도식(투입, 전환, 산출, 환류, 환경)을 활용했다. 1950년대 이후로 "체계"의 개념은 미국 정치학자들에게 가장 중요한 이론적 개념이었는데, 사회학과 다른 사회과학에서만 나타나던 이 개념이 정치학의 행태주의 연구에도 잘 적용될 수 있음을 구체적으로 보여준 것이 이스턴이었다.